# Любін (Каменський повіт)
Любін (пол. Lubin, нім. Lebbin) — село в Польщі, у гміні Мендзиздроє Каменського повіту Західнопоморського воєводства. Населення — 447 осіб (2011).
У 1975—1998 роках село належало до Щецинського воєводства.

## Демографія
Демографічна структура станом на 31 березня 2011 року:{{lang-pt|
|          | Загалом | Допрацездатний вік | Працездатний вік | Постпрацездатний вік |
| -------- | ------- | ------------------ | ---------------- | -------------------- |
| Чоловіки | 232     | 58                 | 162              | 12                   |
| Жінки    | 215     | 44                 | 136              | 35                   |
| Разом    | 447     | 102                | 298              | 47                   |